# Louis de Moree
Ludovicus Franciscus (Louis) de Moree (Gouda, 18 augustus 1882 – Rijen, 20 april 1966) was een Nederlands kapelmeester en componist.
Hij was zoon van stoker, fabrieksarbeider Gerardus de Moree en Dirkje Marina van Dam. Hijzelf huwde in 1920 Henrietta Bernardina Maria Hendriks, gescheiden van Josephus Hubertus Eduard Gerardus Anthonius van Lierde. Uit dat huwelijk Hendriks/van Lierde kwam in 1909 de zoon Gerardus Josephus Ludovicus van Lierde, die in 1934 zijn naam wijzigde naar Gerrit de Morée van Lierde.
Hij ging al op jonge leeftijd in het leger. Hij kreeg er ook zijn (aanvullende) muziekopleiding. Vanaf 1898 was hij te vinden in Leiden (4e Regiment Infanterie) met lessen van W. van Erp. In 1900 werd hij aangesteld als fluitist in Den Bosch (2e Regiment Infanterie) met studies bij Fl. van Wamel en Bernard Wehl.
Hij stond jarenlang voor militaire orkesten in Deventer (vanaf 1909 2e kapelmeester, vanaf 1912, 4e Regiment Huzaren), Amersfoort (vanaf 1922, 5e Regiment Infanterie) en Breda (vanaf 1923, 6e Regiment Infanterie). Naast deze vaste betrekking leidde hij tevens diverse amateurorkesten ("Koninklijke Harmonie Deurne") en –koren als ook de "Bredasche Operavereeniging". Zijn composities bevinden zich op het gebied van de harmonieorkesten en militaire orkesten, zoals marsen, walsen etc.
Zijn bekendste werk is de toonzetting van De Paarse Heide, een ode aan Breda en sinds 1991 het officiële volkslied van die stad.  Zijn Clivia, een kleine ouverture voor harmonie- of fanfareorkest is in 2021 nog steeds in druk bij Tierolff.